# Дан Републике
Дан Републике је назив државног празника у неким земљама у спомен на дан проглашења републике.